# 托貝
托貝（英語：Torbay），位在英國英格蘭西南區域德文郡，面積62.88平方公里，人口131,000。托貝是英格蘭的單一管理區，東濱英吉利海峽，大約在德文郡郡治艾希特和普利茅斯的中間點。1968年，由托基、佩恩頓和布里克瑟姆3市合併成立，是英國著名的海濱度假勝地，暱稱「英國里維耶拉」。

## 外部連結
- （英文）托貝市議會 （页面存档备份，存于）